# جوایز آیور نوولو
جوایز آیور نوولو (به انگلیسی: Ivor Novello Awards) جوایز آهنگسازی و ترانه‌سرایی در موسیقی است که به یاد آیوور نوولو، آهنگساز و خوانندهٔ ولزی نام‌گذاری شده‌است.

## تاریخچه

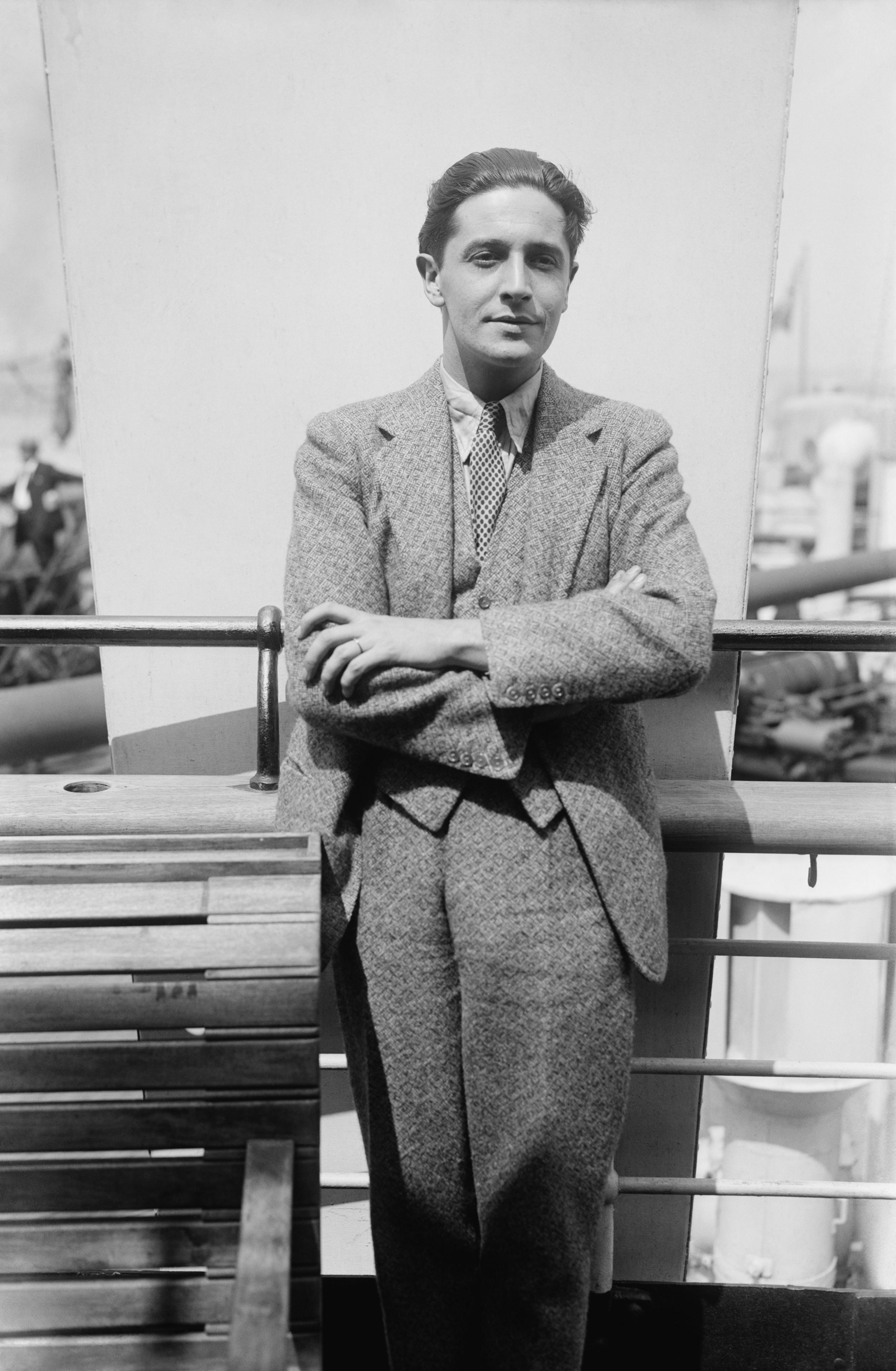
آیوور نوولو

جوایز موسیقی آیور نوولو به یاد دیوید آیور دیویس ملقب به آیوور نوولو، آهنگساز و خوانندهٔ ولزی، و یکی از محبوب‌ترین خوانندگان بریتانیا در اوایل قرن بیستم نام‌گذاری شده‌است.
آیور نوولو علاوه بر خوانندگی بازیگر سینما هم بود و در فیلم‌های مستأجر (Lodger) و سرازیری (Downhill) هیچکاک نیز بازی کرده‌است. او همجنس‌گرا بود و روابط جنجالی و پرسروصدایی با برخی از چهره‌های سرشناس ادبی و هنری بریتانیا مثل بابی اندروز و زیگفرید ساسون داشت. مرگ ناگهانی نوولو در سال ۱۹۵۱ در سن ۵۸ سالگی به دلیل سکتهٔ قلبی اتفاق افتاد. تئاتر استرند (Strand) لندن نیز در سال ۲۰۰۵ به یاد او که در طبقهٔ بالای آن سکونت داشت به تئاتر نوولو (Novello Theatre) تغییر نام داد. جرمی نورتم در فیلم گاسفورد پارک ساخته رابرت آلتمن، در نقش او ظاهر شد. تعدادی از ترانه‌های او نیز در همین فیلم اجرا شد.

## جوایز
- جایزه بهترین موسیقی فیلم
- جایزه بهترین ساوند ترک تلویزیونی
- جایزه بهترین موسیقی کلاسیک
- جایزه بهترین آلبوم موسیقی سال
- جایزه بهترین آهنگ معاصر
- جایزه بهترین ترانهٔ بین‌المللی
- جایزه بهترین ترانه‌سرای سال
- جایزه The most performed work

## برندگان
| - برایان آدامز - کریستینا آگیلرا - دیمن آلبارن - آیرن میدن - ادل - اسپایس گرلز - بریتنی اسپیرز - استینگ - کت استیونس - اسنو پاترول - لی‌لی آلن - ایان اندرسون - انیا - اوئیسیز - اد اوبراین - تام اونز - جان بری - جیمز بلانت - بلر - کیت بوش - پیر بولز - بونو - دیوید بویی - بیانسه - جان پاول - پت شاپ بویز - کی‌تی تانستال - نیل تنانت - تیک دت - راجر تیلور - تینگ تینگز - التون جان | - جف لین - میک جگر - جمیروکوای - کوئینسی جونز - دافی - جان دانکوورث - دایدو - دورن دورن - جان دیکن - سلین دیون - تیم رایس-آکسلی - ردیوهد - کلیف ریچارد - لو رید - فیل سلوی - استفان سوندهایم - سیزر سیسترز - شکیرا - اد شیرن - فرانز فردیناند - قتلگاه ۲ - فیل کالینز - اریک کلپتون - آدام کلیتون - کوئین - نورمن کوک - جیسن کی - کین (گروه موسیقی) - پیتر گابریل - جانی گرینوود | - کالین گرینوود - باب گلداف - رابین گیب - دیوید گیلمور - لانا دل ری - سایمون لبون - لد زپلین - آنی لنکس - جان لنون - لیونا لوئیس - اندرو لوید وبر - آوریل لوین - جورج مایکل - مدونا - فردی مرکوری - پل مک‌کارتنی - مورسیه - وان موریسون - برایان می - میکا - کایلی مینوگ - میوز - نیو اردر - امی واینهاوس - رابی ویلیامز - راجر هاجسون - پیتر هم - ایمجین هیپ - ویل یانگ - یوتو - تام یورک - یوریتمیکس |